# Décès en 1809
Décès
- 1805
- 1806
- 1807
- 1808
- 1809
- 1810
- 1811
- 1812
- 1813

Cet article présente une liste de personnalités mortes au cours de l'année 1809.

## Décès par mois

### Janvier
- 3 janvier : Henri-Pierre Danloux, peintre, dessinateur et graveur français (° 24 février 1753).
- 24 janvier : Martin Fery, homme politique belge (° 3 août 1754).

### Mars
- 5 mars : Charles-Lambert Doutrepont, homme politique et avocat originaire des Pays-Bas autrichiens (° 16 septembre 1746).
- 7 mars : Johann Georg Albrechtsberger, compositeur et organiste autrichien (° 3 février 1736).
- 27 mars : Joseph-Marie Vien, peintre français (° 18 juin 1716).

### Mai
- 5 mai : Berek Joselewicz, militaire polonais (° 17 septembre 1764).
- 31 mai
  - Joseph Haydn, compositeur autrichien (° 31 mars 1732).
  - Jean Lannes, maréchal de l'Empire français, duc de Montebello (° 10 avril 1769).

### Juin
- 4 juin : Leopoldo Vaccà Berlinghieri, militaire italien (° 1768).
- 8 juin : Thomas Paine, homme politique et pamphlétiste américain (° 29 janvier 1737).

### Juillet
- 22 juillet : Jean Senebier, pasteur et botaniste suisse (° 6 mai 1742).

### Septembre
- 1er septembre : Pierre-Joseph Lion, peintre liégeois (° 7 mai 1729).
- 18 septembre :  Gabriel-Elzéar Taschereau, homme politique canadien (° 27 mars 1745).

### Octobre
- 13 octobre : François-Paul Barletti de Saint-Paul, pédagogue et grammairien français (° 8 février 1734).

### Novembre
- 11 novembre : Jean-Joseph Taillasson, peintre, dessinateur et critique français (° 6 juillet 1745)
- 27 novembre : Nicolas Dalayrac, compositeur français (° 8 juin 1753).